# Cures (Italien)
Cures war eine Stadt der Sabiner im antiken Mittelitalien. Sie lag zwischen dem linken Tiberufer und der Via Salaria etwa 24 Meilen nördlich von Rom. Die Ausgrabungen befinden sich auf dem Hügel von Santa Maria in Arci bei Talocci, einem Ortsteil von Fara in Sabina. Die modernen Ortsteile Corese Terra und Passo Corese sind nach dem antiken Cures benannt.
Cures spielte in der legendären Frühgeschichte Roms eine Rolle als Herkunftsort der beiden sabinischen Könige Titus Tatius und Numa Pompilius. Auch der Name des Hügels Quirinal und die Bezeichnung Quirites für römische Bürger soll sich von Cures abgeleitet haben. Archäologisch ist eine Besiedlung seit dem 9. Jahrhundert v. Chr. nachgewiesen.
Seit 290 v. Chr. gehörte Cures zum römischen Machtbereich und war ein Municipium der Tribus Sergia, in dem in der späten Republik unter Sulla und Caesar auch Kolonisten angesiedelt wurden. Aus römischer Zeit stammten ein Tempel, ein Forum, ein Theater und Thermen. In der Spätantike wurde Cures Bischofssitz (auf den das Titularbistum Cures Sabinorum der römisch-katholischen Kirche zurückgeht). Die Stadt wurde Ende des 6. Jahrhunderts von den Langobarden zerstört.
In mehreren Ausgrabungskampagnen wurden sowohl Spuren von Hütten aus der Eisenzeit als auch das römische Cures freigelegt. Für die Funde und die Dokumentation ist das Museo Civico Archeologico in Fara in Sabina zuständig.